# 深桂站
深桂站（朝鲜语：심계역；）曾为朝鲜铁路白川線上的一个车站，位于黄海南道延安郡，启用及废止时间不明。